# 조예원
조예원(1992년 8월 23일~)은 2012년 대한민국 미스 대전 충남 미(美) 출신의 방송인이다. 신장은 174cm이고 체중은 50kg이며 골프에 취미가 있고 수영에 특기가 있다.

## 주요 이력

### 주요 경력
- 충청남도 천안 성정동에서 출생하였으며 지난날 한때 대전 중구 옥계동과 충청남도 공주 우성면을 거쳐 전라북도 전주 풍남동에서 잠시 유아기를 보낸 적이 있고 그 후 대전 대덕구 신탄진동에서 잠시 유년기를 보낸 적이 있다.
- 2012년도 미스코리아 미스 대전 충남 미(美)로 입상하였다.
- 2012년 8월에서부터 2018년 8월까지 케이블 CMB 대전방송, 전라북도 전주MBC, 대전문화방송 등에서 프리랜서 리포터 MC로 활동하였다.

### 학력
- 충남대학교 미술학과 학사